# Flavia Solva
Flavia Solva è un sito archeologico che coincide con l'antico municipium omonimo dell'antica provincia romana di Noricum, situato sulle rive occidentali del fiume Mur, vicino alle odierne città di Wagna e Leibnitz nella parte meridionale della provincia austriaca della Stiria. È l'unica città romana nella moderna Stiria austriaca. 

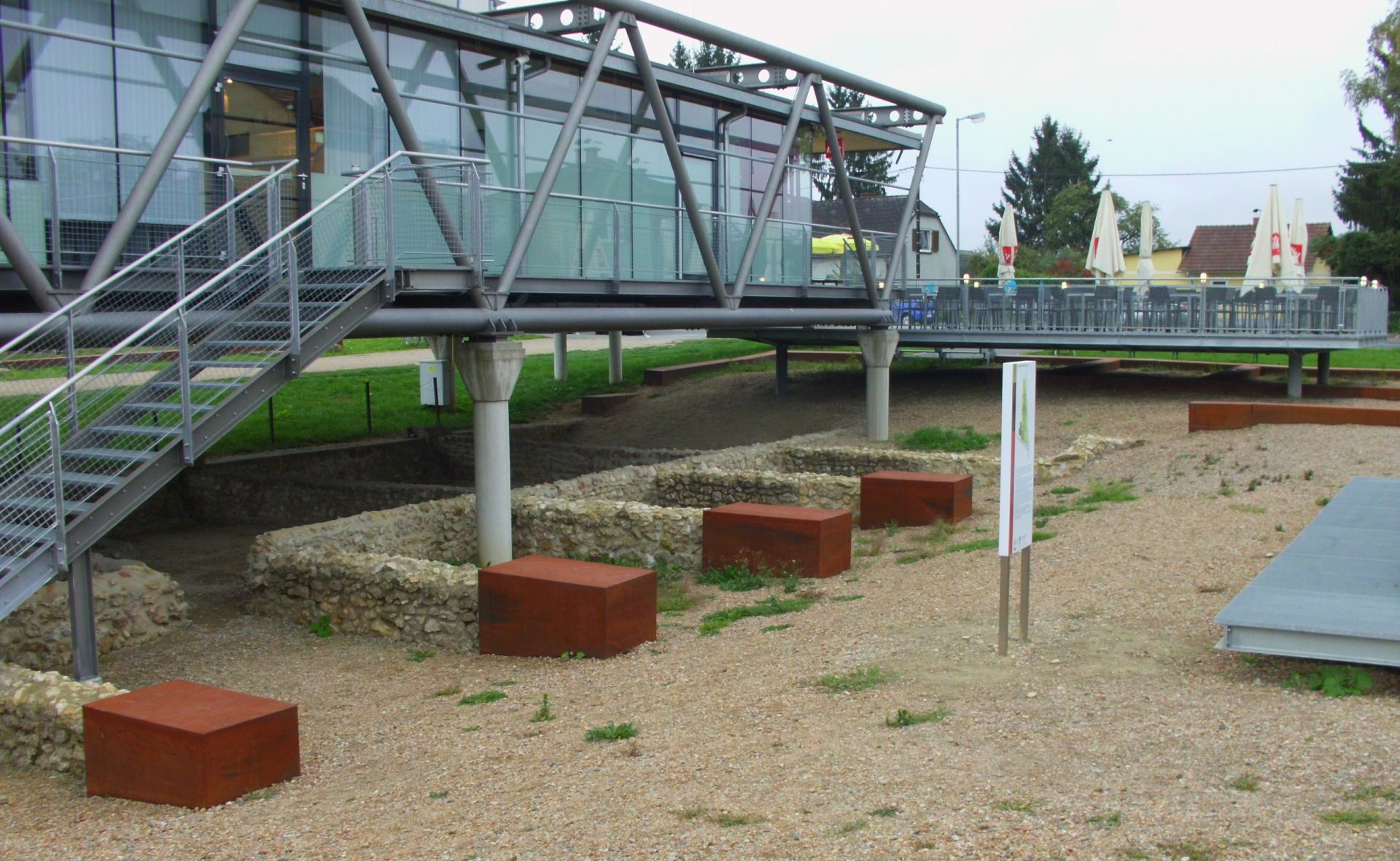
Fondamenta di una casa romana (2013)

## Fondazione e planimetria

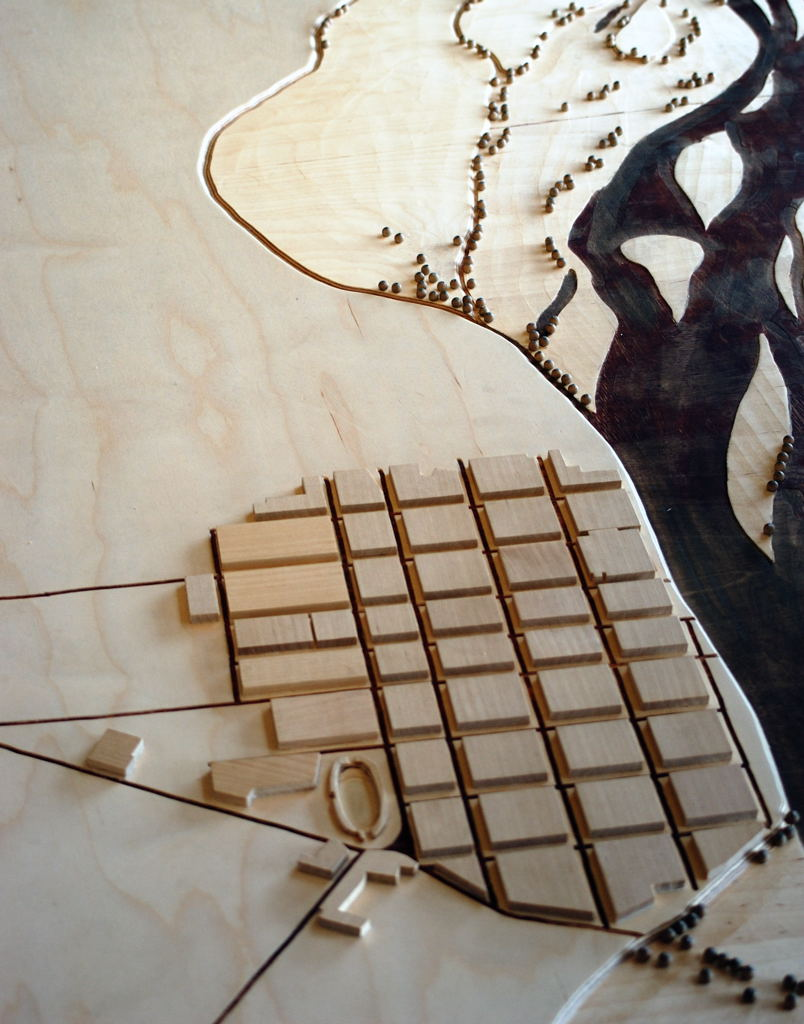
Modello schematico di Flavia Solva con il fiume Mur, che rappresenta lo stato della ricerca nel 2004. (Nord in alto)

Il complesso celto-romano sulle rive del fiume Mur, che in seguito sarebbe diventata Flavia Solva, fu fondato intorno all'anno 15 d.C., mentre Noricum era ancora un protettorato romano. Esso consisteva in un piccolo gruppo di edifici in legno e non seguiva un grande piano regolatore generale. Si ritiene che l'elemento celtico nella sua popolazione provenisse dall'insediamento collinare sul vicino Frauenberg, che aveva una tradizione risalente al neolitico. Sono stati trovati pochissimi resti di questa fase.
Poco dopo l'annessione di Noricum come provincia romana, il luogo fu trasformato in municipium intorno all'anno 70 d.C. dall'imperatore Vespasiano che aggiunse il nome della sua dinastia flaviana al nome locale Solva che avrebbe potuto riferirsi all'insediamento Frauenberg (che restò un importante luogo di culto di Iside Noreia, adattamento locale del culto di Iside) o al vicino fiume Sulm. L'attività di costruzione che seguì portò a una città quasi interamente nuova di edifici in pietra, con una struttura che si avvicinava all'ideale di un municipio provinciale romano: insule rettangolari (di dimensioni circa 60 per 70 metri) all'interno di una griglia di ampie strade lastricate di ghiaia. Alcune delle case in questi blocchi avevano il riscaldamento ad ipocausto, tuttavia Flavia Solva non aveva né un acquedotto, né un sistema di canalizzazione. L'anfiteatro ellissoide di 80 x 35 m (apparentemente l'unico a Noricum) era costituito da panche di legno su basi di pietra.
La città era situata all'incrocio di una strada romana che collegava Poetovia (l'attuale Ptuj in Slovenia) a Ovilava (l'attuale Wels) e il Danubio nell'Alta Austria con una via commerciale minore che collegava il centro amministrativo di Virunum nel bacino della Carinzia attraverso il Koralpe e attraverso la valle di Sulm fino alla Pannonia. Tuttavia, la ricchezza di Flavia Solva sembra essere stata derivata più dall'agricoltura che dal commercio, ed era relativamente modesta. Nelle fonti romane conosciute dagli storici di oggi la città è menzionata una sola volta nella Naturalis historia di Plinio il Vecchio (Vol. 3, capitolo 24, 146).

## Ruolo nell'amministrazione romana
Il distretto amministrativo di Flavia Solva copriva gran parte di quello che oggi è la Stiria centrale. I suoi confini approssimativi probabilmente erano i monti Eisenerz a nord, il Koralpe a ovest, il fiume Drau a sud e il fiume Lafnitz a est. Nonostante il suo importante ruolo locale, la città non fu mai fortificata.

## Distruzioni, declino e riscoperta

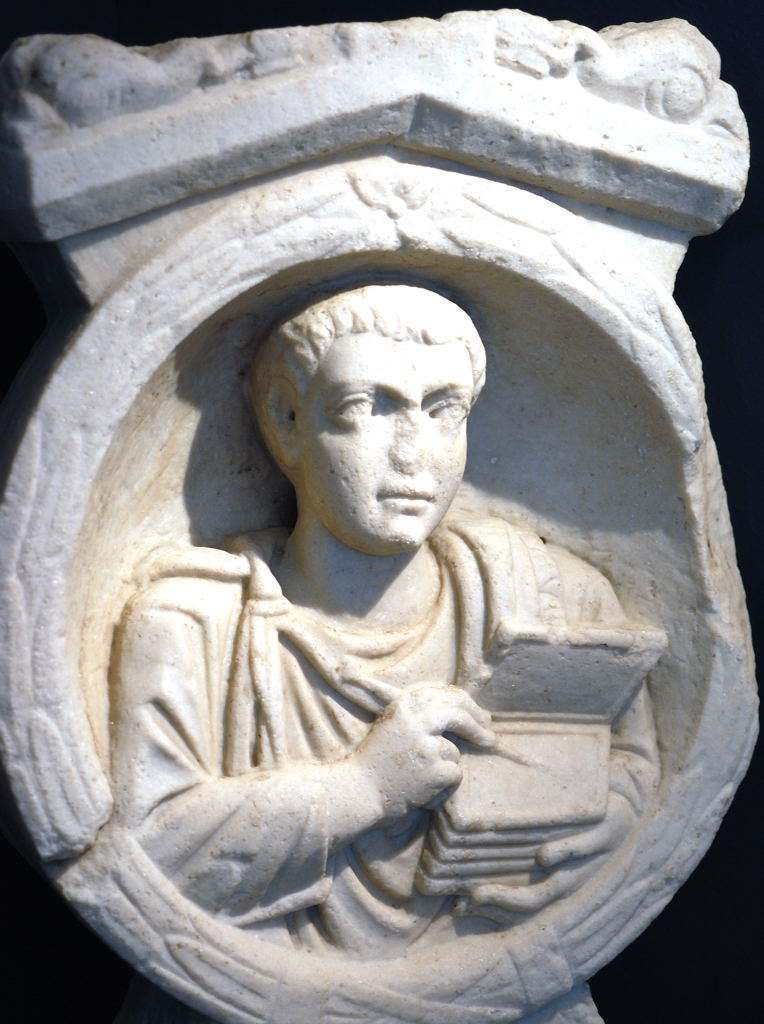
La lapide di uno scriba romano di Flavia Solva

Flavia Solva e dintorni avevano sviluppato un modesto grado di lusso provinciale, con la villa rustica come tipica forma di residenza di campagna aristocratica e coltivazione agricola, quando il suo sviluppo pacifico fu terminato dalla sua prima distruzione nel 166. In quel momento i Marcomanni violarono i limi del Danubio tra le fortificazioni di Vindobona (l'attuale Vienna) e Carnuntum, penetrarono nella Pannonia nord-occidentale e nel Noricum orientale usando il sistema stradale romano che ripercorreva l'antica via dell'Ambra lungo la frangia orientale delle Alpi e si sarebbero fermati grazie ad una milizia assemblata frettolosamente dall'imperatore Marco Aurelio solo poco prima di raggiungere Aquileia.
Flavia Solva fu ricostruita (anche se in origine molto più piccola) sotto il figlio di Marco Aurelio e il successore Commodo, e fiorì di nuovo qualche decennio dopo. All'inizio del III secolo, la città aveva un gruppo di vigili del fuoco ben organizzato, come evidenziato dalla lista dei membri della Tabula Centonariorum risalente al 205 d.C.
Flavia Solva perse gran parte della sua importanza alla fine del IV secolo, quando la regione subì più incursioni. La città fu nuovamente distrutta nel 405 d.C. (molto probabilmente durante l'invasione germanica dell'Italia da parte di Radagaisus), ma alcuni reperti isolati riferiti all'imperatore Marciano suggeriscono che un insediamento residuo deve essere rimasto almeno fino al 450. A quel tempo, la maggior parte della popolazione rimanente era tornata in salita verso il Frauenberg dove stabilirono un nuovo insediamento fortificato. Il cimitero associato, identificato solo negli anni '90, è il più grande di questi ultimi tempi romani noti nella regione alpina orientale.
Le rovine di Flavia Solva furono ancora un punto di riferimento durante il Medioevo, sebbene le sue origini fossero state dimenticate da tempo, e ospitavano cave di materiale da costruzione. Il periodo rinascimentale, e in seguito il Romanticismo, suscitò un rinnovato interesse per la storia romana. Durante il XIX secolo molte lapidi e una considerevole quantità di opere d'arte in pietra furono incorporate nel vicino Schloss Seggau, dove sono ancora visibili. Tuttavia, fu solo nel 1845 che Richard Knabl, un parroco locale e storico non professionista, identificò il sito vicino alla moderna città di Leibnitz come i resti di Flavia Solva.

## Scavi moderni
Flavia Solva è stata al centro dell'attenzione per l'archeologia austriaca dall'inizio del XX secolo. La costruzione di strade, l'espansione della vicina Wagna e una fossa delle acque reflue scavata nel sito negli anni '70 causarono molti danni irrecuperabili. Nel corso dei decenni, un'area di 650 x 600 m (comprendente circa 40 insulae) è stata scavata in una certa misura, anche se molti dei reperti non sono visibili oggi perché le aree sono state bonificate per l'agricoltura o sepolte sotto edifici moderni.
Un flauto osseo a tre fori, presumibilmente uno strumento da pastore, è stato rilevato in uno stato così ben conservato che può essere suonato ancora oggi.
La mostra stiriana del 2004 si concentrò su Flavia Solva.